# Hirmuse
Hirmuse – wieś w Estonii, w prowincji Virumaa Wschodnia, w gminie Maidla. W jej sąsiedztwie rzeka Hirmuse wpada do rzeki Purtse.